# 張培成
張培成（1914年—2010年6月20日），是一貫道的點傳師，為一貫道在臺灣合法化重要推手。一貫道世界總會發起人、前理事長。生於江蘇省崇明縣，幼時在西學堂求學，也受過儒學教育。30歲時在一貫道上海泰光壇求道並發清口願。求道不到半年就被任命為點傳師。1947年，張培成自上海至臺灣傳道，在一貫道被警總查禁後推動合法化。後為中華民國一貫道總會第一、二屆理事長，一貫道世界總會發起人、理事長。他也創建了財團法人基礎道德文教基金會、忠恕道德文教基金會，二度獲中國國民黨頒華夏三等獎章。2002年獲頒「內政獎章」。2010年6月20日逝世。